# Lijst van voetbalinterlands Mexico - Nederland (vrouwen)
Deze lijst van voetbalinterlands is een overzicht van alle voetbalwedstrijden tussen de nationale vrouwenteams van Mexico en Nederland. Mexico en Nederland hebben drie keer tegen elkaar gespeeld. De eerste wedstrijd was op 15 december 2010 in São Paulo. 

## Wedstrijden
| № | Plaats    | Datum            | Competitie        | Wedstrijd          | Uitslag |
| - | --------- | ---------------- | ----------------- | ------------------ | ------- |
| 1 | São Paulo | 15 december 2010 | Vriendschappelijk | Nederland − Mexico | 3 − 1   |
| 2 | São Paulo | 19 december 2010 | Vriendschappelijk | Mexico − Nederland | 1 − 2   |
| 3 | Arnhem    | 5 april 2019     | Vriendschappelijk | Nederland − Mexico | 2 − 0   |

## Samenvatting
| Competitie        | Totaal gespeeld | Winst Nederland | Gelijk | Winst Mexico | Doelsaldo Nederland – Mexico |
| ----------------- | --------------- | --------------- | ------ | ------------ | ---------------------------- |
| Vriendschappelijk | 3               | 3               | 0      | 0            | 7 − 2                        |
| Totaal            | 3               | 3               | 0      | 0            | 7 − 2                        |